# Lech Bądkowski
Lech Bądkowski, właśc. Leszek Mieczysław Zygmunt Buntkowski, ps. „Stanica” (ur. 24 stycznia 1920 w Toruniu, zm. 24 lutego 1984 w Gdańsku) – polski i kaszubski pisarz, dziennikarz, tłumacz, działacz polityczny, kulturalny i społeczny, podporucznik piechoty rezerwy Polskich Sił Zbrojnych.

## Życiorys

### Młodość
Urodził się 24 stycznia 1920 w Toruniu, w rodzinie Kazimierza Buntkowskiego i Zofii z domu Faustmann. Miał brata Tadeusza i siostrę Aleksandrę. Uczęszczał tam do szkoły powszechnej i Gimnazjum Klasycznego im. M. Kopernika, które ukończył w 1938. W 1938 został przyjęty na Wydział Prawa Uniwersytetu Józefa Piłsudskiego w Warszawie, został następnie urlopowany celem odbycia służby wojskowej. W czasie służby wojskowej ukończył Dywizyjny Kurs Podchorążych Rezerwy 4 DP przy 67 Pułku Piechoty w Brodnicy.

### Wojna
W czasie kampanii wrześniowej 1939 dowodził plutonem piechoty i m.in. w dniach 9-20 września walczył w bitwie nad Bzurą, którą potem opisał w książkach Bitwa trwa oraz Żołnierze znad Bzury. W 1940 przedostał się do Francji i został przyjęty do Wojska Polskiego. Został przydzielony do Samodzielnej Brygady Strzelców Podhalańskich, w szeregach której odbył kampanie norweską i francuską. Walczył w bitwie o Narwik i wykazał się męstwem. W czerwcu został ewakuowany z Francji do Wielkiej Brytanii.
19 lipca 1941 został zaliczony w Poczet Kawalerów Orderu Wojennego Virtuti Militari i otrzymał oznaki Krzyża Srebrnego tego orderu. 21 lipca 1941 w miejscowości Douglas w Szkocji został odznaczony przez generała Władysława Sikorskiego Krzyżem Srebrnym Orderu Wojennego Virtuti Militari.
Jego oddział stacjonował też w St Andrews. Potem pełnił służbę w 1 kompanii przeciwpancernej 1 Brygady Strzelców. Awansował na podporucznika. Jako cichociemny miał być dwukrotnie zostać zrzucony na teren okupowany, do czego nie doszło. Później służył w Marynarce Wojennej i w jednostce spadochroniarzy w Szkocji. W Anglii działał w Związku Pomorskim, w 1945 napisał broszurę Pomorska myśl polityczna.

### Lata stalinowskie
1 czerwca 1946 wrócił do Polski i zamieszkał w Gdyni. W 1947 ożenił się z Zofią Janiszewską (1925–1985). 30 czerwca 1947 w Sądzie Grodzkim w Toruniu uzyskał błyskawicznie sprostowanie metryki urodzenia powołując się na brzmienie nazwiska dziadka, które zostało zniemczone podczas zaboru pruskiego. W 1949 otrzymał dyplom Wyższego Studium Administracyjno-Gospodarczego przy Wyższej Szkole Handlu Morskiego w Gdyni z siedzibą w Sopocie. W 1951 zamieszkał w Gdańsku przy ul. Długiej. W tym samym roku ukończył studia z nauk politycznych i administracji na Wydziale Prawa Uniwersytetu Łódzkiego. Związał się z wybrzeżową prasą – od w latach 1946–1953 pisał w „Dzienniku Bałtyckim”, a w latach 1953–1954 w tygodniku „Rybak Morski”. Z „Rybaka Morskiego” został zwolniony z przyczyn politycznych. W 1952 ukazała się jego pierwsza powieść Kuter na strądzie, napisana w estetyce socrealistycznej, do której pisarz nabrał potem dystansu.
W 1953 doczekał się córki Sławiny, po mężu Kosmulskiej. Od końca lipca 1953 działał w Związku Literatów Polskich. Z powodu wojennej przeszłości nie zdobył jednak pełnego zaufania ówczesnych władz i został odsunięty od pracy. W latach 1954–1956 był kierownikiem Teatru „Miniatura” w Gdańsku. W 1956 wystawił w nim jedną bajkę dla dzieci, a trzy lata później następną. W latach 1956–1957 był krótko zastępcą redaktora naczelnego tygodnika „Ziemia i Morze”. Został zwolniony ze względów politycznych.

### Po Październiku ’56

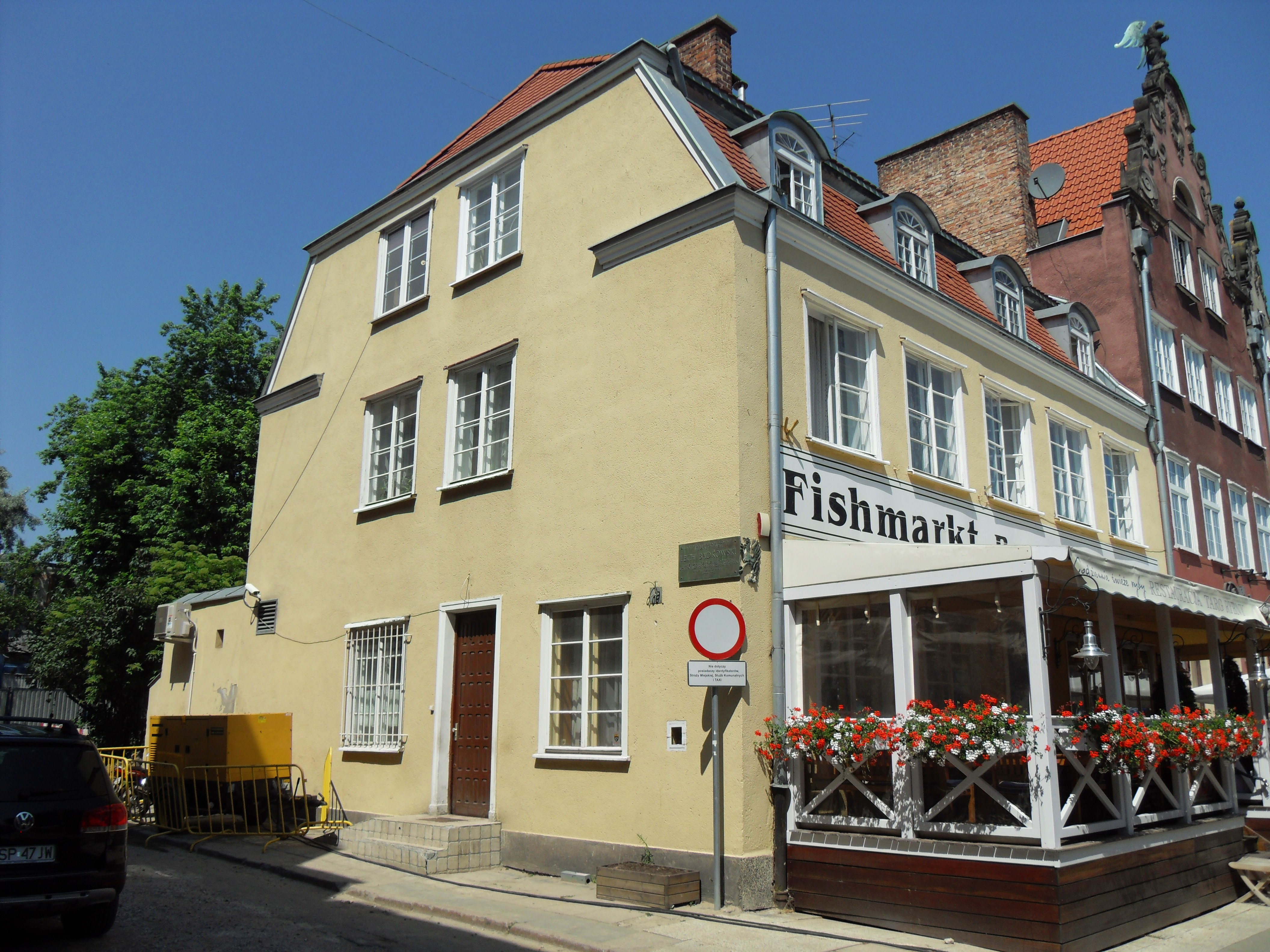
Targ Rybny w Gdańsku – miejsce, w którym mieszkał i tworzył Lech Bądkowski

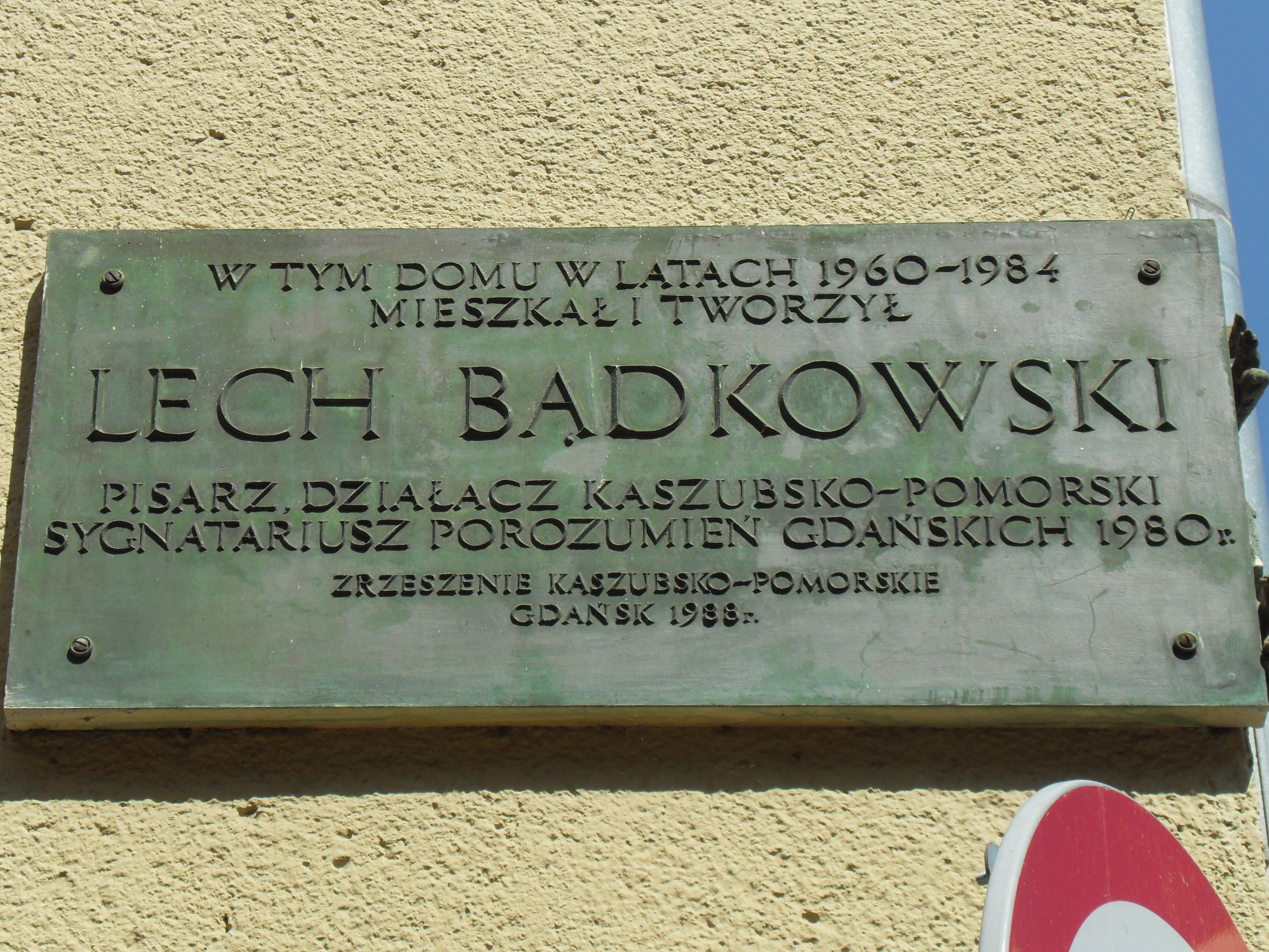
Tablica upamiętniająca Lecha Bądkowskiego

W 1956 Lech Bądkowski współtworzył Zrzeszenie Kaszubskie (późniejsze Zrzeszenie Kaszubsko-Pomorskie, ZKP) i jego program ideowy, mimo że nie był Kaszubą i nie mówił po kaszubsku. We władzach ZK/ZKP był od początku. Miał legitymację nr 4. W 1959 roku opracował Zarys historii literatury kaszubskiej.
W latach 1957–1966 był prezesem oddziału gdańskiego Związku Literatów Polskich. 
W 1964 przetłumaczył z języka kaszubskiego powieść Życie i przygody Remusa Aleksandra Majkowskiego. Nad przekładem pracował 10 miesięcy, ostatecznie tekst złożył Wydawnictwu Morskiemu w październiku 1963 roku.
W 1965 ponownie pisał do prasy codziennej, m.in. do „Głosu Wybrzeża”, oraz do czasopism, takich jak „Polityka” i „Pomerania”.
Z czasem z coraz większą krytyką odnosił się wobec systemu rządów w Polsce Ludowe. W 1968, wraz z pisarzami Różą Ostrowską i Franciszkiem Fenikowskim, oficjalnie zaprotestował wobec wydarzeń marcowych. W 1976 sprzeciwił się wobec zmianom w konstytucji Polski Ludowej. W latach 1979–1980 publikował w czasopismach wydawanych w drugim obiegu. Opowiadał się za przeprowadzeń reform społecznych i politycznych, opracowywał niezależne programy, mające na celu zbudowanie niezależnych od władz struktur społecznych i politycznych oraz doprowadzenie społeczeństwa do większej aktywności. Był obserwowany przez Służbę Bezpieczeństwa, w aktach otrzymał pseudonim Inspirator.

### Lata osiemdziesiąte XX wieku
W sierpniu 1980 Lech Bądkowski jako przedstawiciel literatów Wybrzeża poparł strajkujących stoczniowców. Był on pierwszym intelektualistą, który wsparł protestujących. Pomimo ciężkiej choroby od 21 sierpnia 1980 był członkiem prezydium Międzyzakładowego Komitetu Strajkowego w Stoczni Gdańskiej, jego rzecznikiem prasowym, a także członkiem grupy negocjującej porozumienia gdańskie, w której odpowiadał za postanowienia dotyczące wolności słowa w Polsce (na taśmie filmowej zachował się fragment jego wystąpienia). Założył Klub Myśli Politycznej im. Konstytucji 3 Maja w Gdańsku. W 1980 został redaktorem rubryki „Samorządność”, która ukazywała się w „Dzienniku Bałtyckim”. 1 sierpnia 1981 otrzymał Nagrodę Prezydenta Miasta Gdańska Jerzego Młynarczyka za zasługi w upowszechnianiu kultury, sztuki i wiedzy o Gdańsku. 17 sierpnia 1981 otrzymał pełnomocnictwo Lecha Wałęsy do utworzenia i wydawania tygodnika na bazie rubryki Samorządność i pod tą samą nazwą. 11 września 1981 cenzura, czyli Główny Urząd Kontroli Prasy, Publikacji i Widowisk, wydała zgodę na tę inicjatywę. Tygodnik Samorządność ukazał się w końcu listopada 1981 i zdążył wydać 3 numery. Zawieszono go w stanie wojennym, choć oficjalnie Bądkowski był jego redaktorem naczelnym do końca 1982.

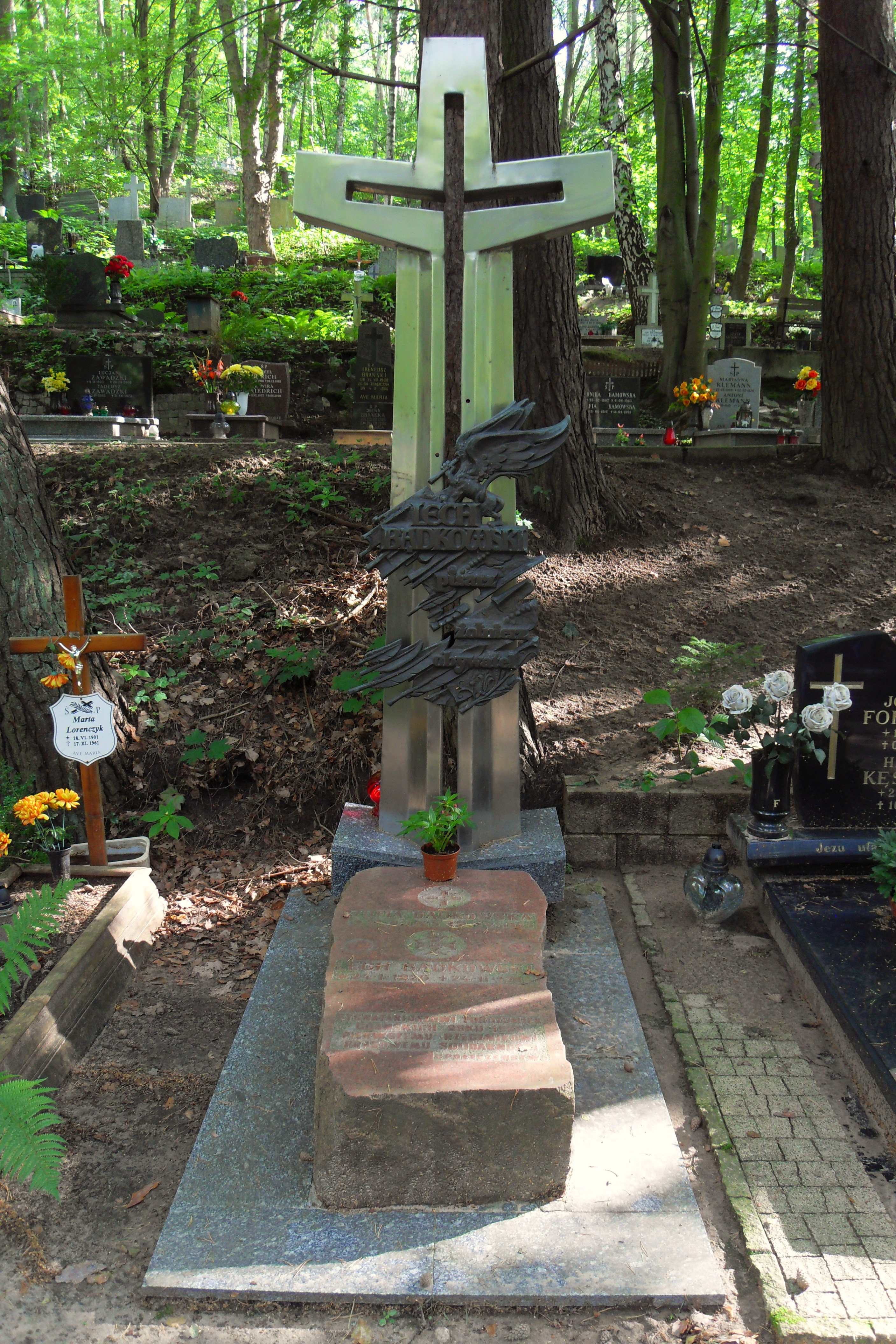
Grób Lecha Bądkowskiego na gdańskim cmentarzu Srebrzysko

Zmarł w Gdańsku, pochowany 28 lutego 1984 na cmentarzu Srebrzysko (rejon IX, taras V wojskowy, rząd 1, grób 46). W pogrzebie uczestniczyli m.in. Lech Wałęsa, Zbigniew Herbert, Bronisław Geremek, Donald Tusk, Wiktor Woroszylski.

## Twórczość

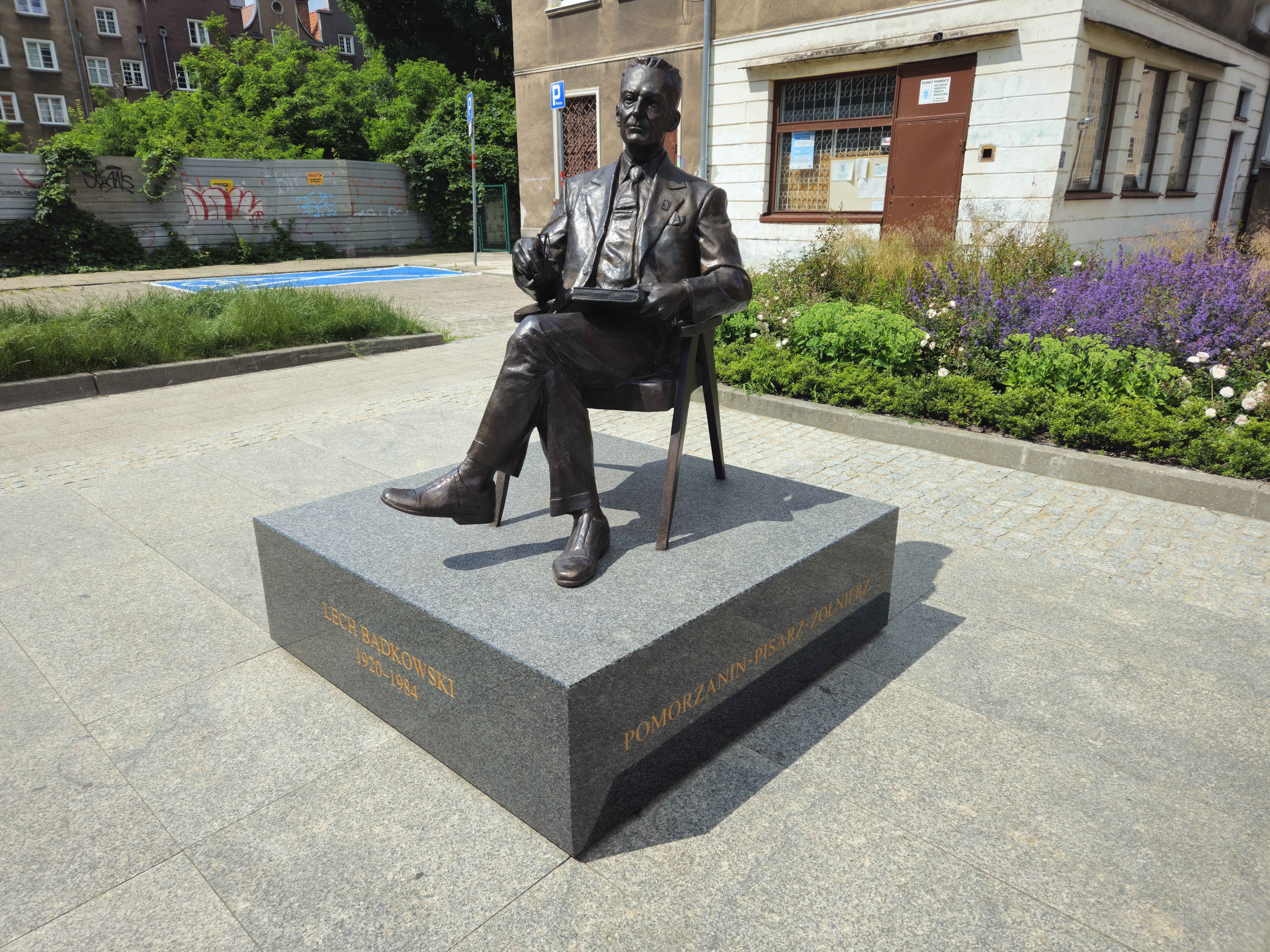
Pomnik Lecha Bądkowskiego w Gdańsku

### Proza
- Kuter na strądzie (1952)[16]
- Pan grodziska i inne opowiadania (1955)[16]
- Połów nadziei (1959)[16]
- Zaklęta królewianka (1959, 2009)[39]
- Bitwa trwa (1960, 1962, 1966, 1977, 2004)[16]
- Pieśń o miłosnym wieńcu (1961, 1997)[16]
- Wesoło w tropikach (1962, 1980)[16][40]
- Oko za oko (1963)[16]
- O których myślimy (1966)[16]
- Powtórka (1969)[16]
- Żołnierze znad Bzury (1969)[16]
- Wielkie Jezioro Gorzkie (1970)[16]
- Wszystko się liczy (1971)[16]
- Kulminacja (1972)[16]
- Oblężenie (1976)[16]
- Młody książę (1980)[41]
- Sny (1978)[16]
- Chmury (1984)[41]
- Huśtawka (1984, wydanie pośmiertne)[16]

### Dramat
- Złoty sen (1957)[24]
- Sąd nieostateczny (1958)[24]
- Zaklęta królewianka (1959)[24]

### Publicystyka i szkice historyczne
- Pomorska myśl polityczna (1945)[42]
- Słowińcy (1956)[16]
- Zarys historii literatury kaszubskiej (1959)[16]
- Poczet książąt Pomorza Gdańskiego (1974)[16]
- Sygnet Świętopełka (1976)[16]
- Odwrócona kotwica (1976)[16]
- Kaszubsko-pomorskie drogi (1978)[16]
- Rozmyszlania o Ceynowie (1981)[16]
- Okruchy z oliwskiego scriptorium (1981)[20]

### Pozostała twórczość
- Aleksander Majkowski, Życie i przygody Remusa (1964) – przełożenie z języka kaszubskiego na polski[24]

Ponadto zredagował zbiory podań kaszubskich Franciszka Sędzickiego (1957) i Władysława Łęgi.

## Ordery, odznaczenia i odznaki (wybrane)
- Krzyż Komandorski z Gwiazdą Orderu Odrodzenia Polski (pośmiertnie, 3 maja 2006)[43]
- Krzyż Srebrny Orderu Wojennego Virtuti Militari (1941)[8]
- Krzyż Kawalerski Orderu Odrodzenia Polski (1965)[38][26]
- Krzyż Wolności i Solidarności (pośmiertnie, 2015)[44]
- Medal św. Wojciecha (pośmiertnie, 1997)[45]
- Medal Stolema (1978)[46]
- Odznaka honorowa „Za zasługi dla Gdańska” (1960)[38]
- Odznaka Honorowa „Pieczęć Świętopełka Wielkiego” klasy złotej (1982)[37]

## Nagrody
- Nagroda Miasta Gdańska w Dziedzinie Kultury (1981)[47]
- Nagroda Kulturalna NSZZ „Solidarność” (1983)[44]

## Pokłosie i pamięć
W 1986 Lech Bądkowski został patronem nagrody literackiej Zrzeszenia Kaszubsko-Pomorskiego.
Od 24 maja 1991 Bądkowski jest patronem Szkoły Podstawowej w Luzinie. W 2000 otrzymał pośmiertnie tytuł Honorowego Obywatela Gdańska. W Gdyni znajdują się ulica jego imienia.
3 maja 2006 prezydent RP Lech Kaczyński odznaczył go pośmiertnie Krzyżem Komandorskim z Gwiazdą Orderu Odrodzenia Polski. W 2005 roku powstał o nim film Kryptonim „Inspirator” wyreżyserowany przez Henrykę Dobosz. Od 2009 roku Sejmik Województwa Pomorskiego obraduje w sali imienia Lecha Bądkowskiego. 18 lutego 2009 Senat RP przyjął uchwałę w sprawie uczczenia pamięci Lecha Bądkowskiego. W tym samym dniu została otwarta wystawa Autorytety: Lech Bądkowski przygotowana przez Europejskie Centrum Solidarności. W lutym wznowiono korespondencję pisarza z M. Słomczyńskim. Jest patronem dzwonu b1 carillonu Ratusza Głównego Miasta w Gdańsku.
W 2010 roku opublikowano bibliografię poświęconą Lechowi Bądkowskiemu pt. Lech Bądkowski – znany i nieznany.
W 2020 roku wydana została przez Wojewódzką i Miejską Bibliotekę Publiczną w Gdańsku oraz Muzeum Piśmiennictwa i Muzyki Kaszubsko-Pomorskiej w Wejherowie książka autorstwa córki Bądkowskiego, Sławiny Kosmulskiej pt. (Nie)znane życie figuranta Lecha Bądkowskiego.
W 2021 został patronem X Liceum Ogólnokształcącego w Gdańsku.
31 sierpnia 2024, w 44. rocznicę podpisania porozumień sierpniowych, na skrzyżowaniu ulic Minogi i Świętojańskiej w Gdańsku odsłonięto pomnik przedstawiający siedzącego Lecha Bądkowskiego w fotelu. W jednej dłoni ma okulary, w drugiej książkę Pomorska myśl polityczna. W klapie marynarki umieszczono przypinkę z herbem Zrzeszenia Kujawsko-Pomorskiego. Autorem pomnika jest Maciej Jagodziński-Jagenmeer.

## Kolekcja cyfrowa Lecha Bądkowskiego
Rok 2020 został ustanowiony przez gdańskich rajców Rokiem Lecha Bądkowskiego. Jako jedną z form obchodów setnej rocznicy urodzin pisarza utworzono w Bałtyckiej Bibliotece Cyfrowej, prowadzonej przez Wojewódzką i Miejską Bibliotekę Publiczną w Gdańsku oraz Miejską Bibliotekę Publiczną w Słupsku kolekcji pod nazwą „Lech Bądkowski”.